# 둔덕산
둔덕산(屯德山)은 대한민국 경상북도 문경시 가은읍에 있는 높이 970m의 산이다.

## 개요
둔덕산 산행 시, 문경시 가은읍 완장리 대야산 주차장에서 주로 출발한다.
선유동계곡이 대야산과 둔덕산 기슭을 따라 흘러내리는데, 이 곳에 2단 폭포인 용추폭포와 물에 비친 달이 아름답다는 월영대가 있다.

## 기타
- 문경 십자가 시신 사건이 둔덕산에서 일어났다.

## 같이 보기
- 한국의 산